# Delegação de Gombe na Assembleia Nacional da Nigéria
A Delegação de Gombe na Assembleia Nacional da Nigéria compreende três Senadores e sete Representantes.

## 6ª Assembleia Nacional (2007–2011)
A 6ª Assembleia Nacional (2007–2011) foi inaugurada em 5 de Junho de 2007.
O Partido Democrático Popular (PDP) ganhou todos os assentos do Senado e Câmara.
Senadores representando Gombe (estado) na 6ª Assembleia foram:
| Senador         | Eleitorado | Partido |
| --------------- | ---------- | ------- |
| Audu Idris Umar | Central    | PDP     |
| Kawu Peto Dukku | Norte      | PDP     |
| Tawar Umbi Wada | Sul        | PDP     |

Representantes na 6ª Assembleia foram:
| Representante          | Eleitorado              | Partido |
| ---------------------- | ----------------------- | ------- |
| Abubakar Abubakar      | Gombe, kwami & Funakaye | PDP     |
| Adamu Gora Kalba       | Kaltungo/Shongom        | PDP     |
| Bayero Usman Nafada    | Dukku / Nafada          | PDP     |
| Bello Suleiman         | Akko Eleitorado Federal | PDP     |
| Haruna Ahmadu Hassan   | Balanga/Billiri         | PDP     |
| Moh'd Bello Suleiman   | Akko                    | PDP     |
| Shu'aibu Umar Galadima | Yamaltu-Deba            | PDP     |